# Philosophie des réseaux
Pour les articles homonymes, voir Réseau (homonymie).
 (Octobre 2022).
 (janvier 2017).
Si vous disposez d'ouvrages ou d'articles de référence ou si vous connaissez des sites web de qualité traitant du thème abordé ici, merci de compléter l'article en donnant les références utiles à sa vérifiabilité et en les liant à la section « Notes et références ».
La philosophie des réseaux est, selon le sociologue Pierre Musso, une doctrine philosophique conçue[réf. nécessaire] par Claude Henri de Rouvroy, comte de Saint-Simon, développée par la suite par l'école saint-simonienne : Prosper Enfantin, Saint-Amand Bazard et Michel Chevalier principalement.
La philosophie des réseaux s'appuie sur la métaphore des réseaux humains appliqués à des réseaux physiques de la société, et sur la notion de capacité d'un lien physique à assurer une liaison entre des individus[réf. nécessaire].
Pierre Musso considère que la philosophie des réseaux correspond à une idéologie qui s'appuie sur l'objet technique constitué par le réseau.

## Origine
À l'origine de la philosophie des réseaux, on trouve le comte de Saint-Simon, dont la doctrine s'appuie sur la notion de réseaux physiques.
Dans les années 1803-1825, Saint-Simon avait l'ambition de fonder une philosophie sur un principe universel. Il s'appuya sur la loi de la gravitation pour élaborer son système philosophique.
Cette idée apparaît dès le début de sa carrière philosophique, dans la lettre d'un habitant de Genève à ses contemporains (1803). On peut considérer que Saint-Simon est ainsi l'héritier, avec deux siècles de retard, de la théorie de l'héliocentrisme, et de la révolution copernicienne qui s'est développée aux XVIIe et XVIIIe siècle.

## Historique: développement des chemins de fer
La philosophie des réseaux a inspiré les ingénieurs[réf. nécessaire] qui ont construit les réseaux de chemins de fer en France au cours de la Révolution industrielle au XIXe siècle (étoile de Legrand). Après avoir participé à la colonisation de l'Algérie, Barthélemy Prosper Enfantin a été directeur de la Compagnie du chemin de fer Paris-Lyon-Méditerranée. Il a appliqué à cette occasion les principes de la philosophie des réseaux aux chemins de fer.
À cette époque, la métaphore portait sur les réseaux sanguins, le sang étant assimilé à l'argent qui circulait entre les entreprises et les établissements financiers.

## Application actuelle aux réseaux de télécommunications
Musso suggère que la philosophie des réseaux s'applique maintenant aux réseaux de télécommunications, en prenant cette fois la métaphore du cerveau et du système nerveux central. Dans cette métaphore des réseaux neuronaux, ce qui est important, ce sont les synapses, qui font la liaison entre les neurones, et qui représentent les liens de télécommunications, qui se réorganisent dans la société.
En conséquence, la définition de la politique de déréglementation des télécommunications est confiée aux ingénieurs de télécommunications, les politiques n'ayant pas un grand rôle à jouer.
Cette idée fut également un des chevaux de bataille[style à revoir] de Richard Buckminster Fuller.

## Question de la relation à autrui
Ce type de philosophie pose la question de la relation humaine avec autrui. Pierre Musso affirme qu'en utilisant des techniques informatiques et de télécommunications, nous créons un objet, un instrument, derrière lequel se cache une idéologie. La transmission technique d'un message ne garantit pas que le message est bien perçu par le destinataire. La transmission militaire en est un exemple.
Cela[Quoi ?] comporte certains risques[style à revoir] :
- Celui de couper la relation avec autrui, de remplacer la relation humaine, qui est une relation de sujet à sujet, par une relation de sujet à objet, pour reprendre les termes de Carl Gustav Jung,
- Celui de privilégier la quantité par rapport à la qualité : la capacité n'étant liée qu'à la quantité de matière transportée dans un réseau de transport, ou la quantité d'octets véhiculée par un réseau de télécommunications.

Les conséquences[style à revoir] peuvent alors être graves :
- En théorie de la connaissance, on peut sous-estimer totalement l'importance des sciences cognitives, avec les conséquences pratiques que cela peut avoir sur les politiques d'innovation, sur l'intelligence économique et la gestion des connaissances : on ne verra que des réseaux de télécommunications alors que l'on a au moins autant besoin de structurer des contenus,
- En économie, on peut surestimer les valeurs d'échange par rapport à d'autres types de valeurs, dans les transpositions économiques du modèle, et ignorer le coût total de possession,
- En sociologie, on peut brider les dynamiques de groupe, ce qui peut avoir des conséquences importantes sur les modes de décision politique.

Voir aussi : 
- Philosophie du langage